# Linotype
Linotype fou originàriament una companyia nord-americana, formada a 1886 per comercialitzar la màquina linotip inventada per Ottmar Mergenthaler,  Mergenthaler Linotype (pronunciat /'laɪnə ˌ taɪp/) es va convertir en la major empresa d'equipament per a impressió de llibres i diaris del món. Només l'empresa Monotype, situada als Estats Units i Anglaterra, va ser capaç de competir amb ella fora de l'Amèrica del Nord en producció de llibres.
Linotype GmbH, la sucursal alemanya de la companyia, es va convertir en la part dominant de la companyia. A través d'una relació amb la Type Foundry D. Stempel AG (empresa que va ser adquirida tota gradualment), moltes de les seves millors tipografies del segle xx es van convertir en els seus més coneguts dissenys - com ara  Òptima i Palatí.
Amb el nom canviat a  Linotype GmbH, és una companyia filial de la seva antiga rival Monotype Imaging, i fins a agost de 2006, filial de la impremta Heidelberger Druckmaschinen AG. La moderna Linotype es basa en la gestió de la seva extensa biblioteca de dissenys de tipografies i marques registrades, moltes d'elles resultat d'un gran nombre d'adquisicions, que explota mitjançant la creació de tipografies digitals.